# Copa da Liga Escocesa 1997–98
A Copa da Liga Escocesa de 1997-98 foi a 52º edição do segundo mais importante torneio eliminatório do futebol da Escócia. O campeão foi o Celtic F.C., que conquistou seu 10º título na história da competição ao vencer a final contra o Dundee United F.C., pelo placar de 3 a 0.

## Premiação
| Copa da Liga Escocesa de 1997-98 |
| Escócia                          |
| -------------------------------- |
| Celtic F.C. Campeão (10º título) |